# Radici proteoidi

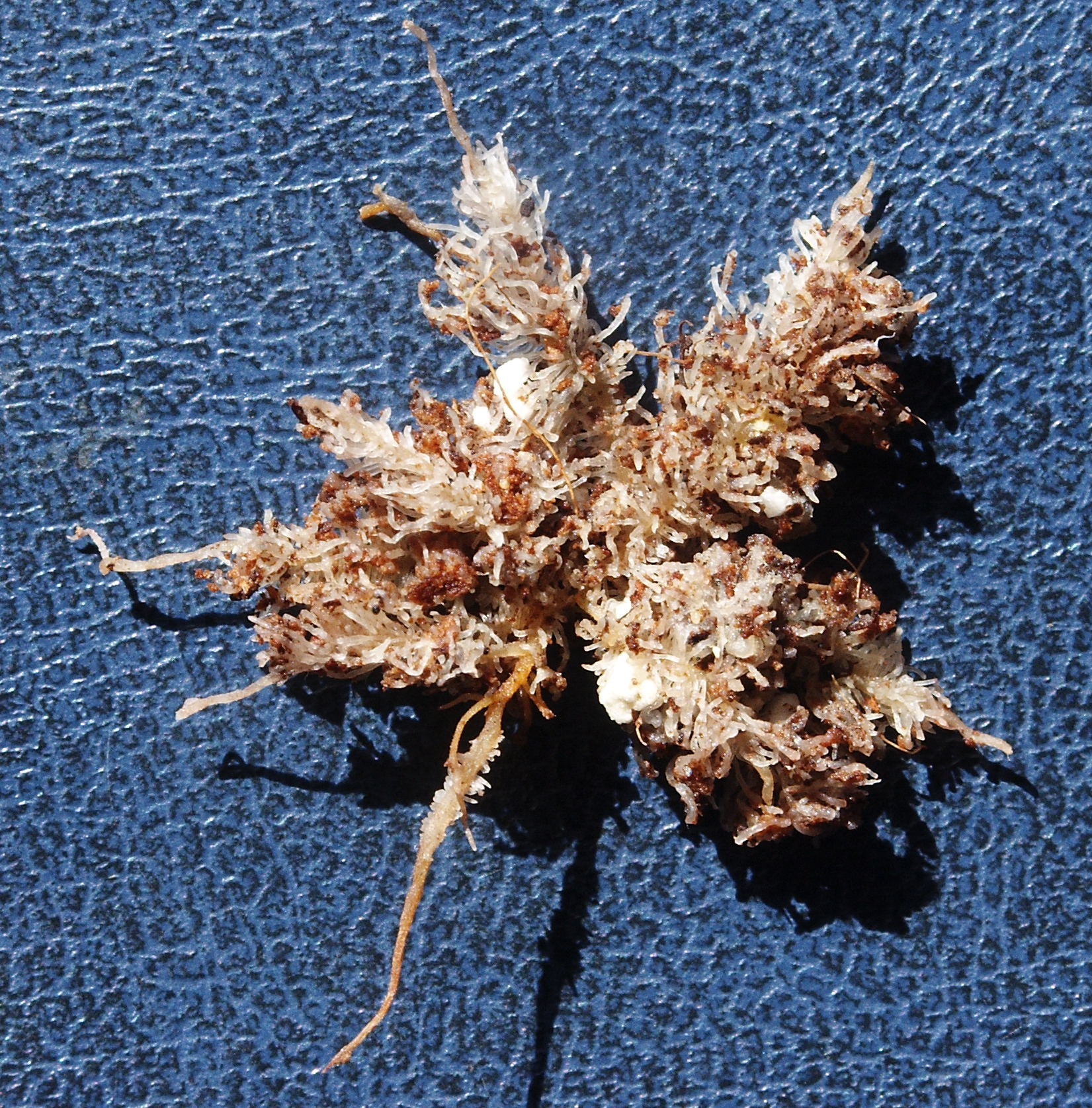
Radici proteoidi di Leucospermum cordifolium

Le radici proteoidi, note anche come radici a grappolo, in una pianta sono radici che formano grappoli di radichette laterali, corte, poco distanziate le une dalle altre. Possono formare uno spessore variabile dai due ai cinque centimetri, appena sotto il letto del fogliame. La loro funzione è quella di aumentare l'assunzione di nutrienti, dove possibile modificando chimicamente la natura del suolo per favorire la solubilizzazione dei nutrienti.
Come risultato, le piante dotate di radici proteoidi possono crescere in suoli molto scarsi di nutrienti, come ad esempio i suoli nativi australiani carenti di fosforo.
Le radici proteoidi furono descritte per la prima volta da Adolf Engler nel 1894, dopo che le scoprì sulle piante della famiglia Proteaceae che crescevano nei Giardini Botanici di Lipsia. Nel 1960, Helen Purnell esaminò 44 specie di dieci generi di Proteaceae, ritrovando le radici proteoidi in ogni genere ad eccezione del genere Persoonia; la Purnell coniò quindi il nome "radici proteoidi" in riferimento alla famiglia di piante in cui era noto che vi fossero.
Ora si sa che le radici proteoidi sono presenti in 27 differenti generi di Proteaceae, oltre a circa 30 specie di altre famiglie, tra le quali vi sono le Betulaceae, le Casuarinaceae, le Eleagnaceae, le Leguminosae, le Moraceae e le Myricaceae. Strutture simili sono presenti anche nelle specie delle Cyperaceae e delle Restionaceae, ma la loro fisiologia deve essere ancora studiata.
Si riconoscono due forme di radici proeoidi: le radici a grappolo semplice formano le radichette solo lungo una radice; le radici a grappolo composte formano le radichette primarie e quindi formano radichette secondarie sulle radichette primarie.
Alcune Proteaceae, come le Banksia e le Grevillea, hanno importanza economica nel settore del florovivaismo. Nella coltivazione, si devono utilizzare esclusivamente fertilizzanti a lenta cessione e a basso contenuto di fosforo, in quanto concentrazioni elevate causano la tossicità da fosforo e, talvolta, la carenza di ferro, portando la pianta alla morte. La gestione delle coltura dovrebbe minimizzare il disturbo alle radici e il controllo delle erbe infestanti deve avvenire tramite taglio o erbicidi a contatto.
Molte piante dotate di radici proteoidi hanno un valore commerciale. Tra le colture coltivate e dotate di radici proteoidi vi sono il Lupinus e la Macadamia.